# Nelly Diener
Pour les articles homonymes, voir Diener.
Nelly Hedwig Diener, née le  5 février 1912 et morte le 27 juillet 1934 à Wurmlingen, est la première hôtesse de l'air d'Europe.

## Biographie
Le 1er mai 1934, la compagnie aérienne Swissair engage, pour la première fois en Europe, une hôtesse de l'air en la personne de Nelly Diener, qui est affectée à la ligne Zurich-Berlin. L'idée d'engager des hôtesses de l’air vient des États-Unis, où la présence de femmes est censée rassurer les passagers, le personnel de bord étant jusqu’alors exclusivement masculin. Elle a été surnommée « Engel der Lüfte » (« Ange céleste »).
Quelques mois après son engagement, le 27 juillet de la même année, Nelly Diener trouve la mort dans le premier accident de Swissair, à bord de l'unique Curtiss AT-32C Condor II de la compagnie.

### Galerie

Nelly Diener dans l'entrée du Condor.
Nelly Diener à la cuisine de bord du Condor.
Sur un des deux Clark GA-43 de la Swissair.